# Zamarada deceptrix
Zamarada deceptrix är en fjärilsart som beskrevs av W. Warren 1914. Zamarada deceptrix ingår i släktet Zamarada och familjen mätare. Inga underarter finns listade i Catalogue of Life.